# Alé Cipollini/Saison 2019
Dieser Artikel beschreibt die Mannschaft und die Siege des Radsportteams Alé Cipollini in der Saison 2019.

## Mannschaft
| Teamkader 2019          | Teamkader 2019    | Teamkader 2019 | Teamkader 2019                        |
| Name                    | Geburtsdatum      | Land           | Vorheriges Team                       |
| ----------------------- | ----------------- | -------------- | ------------------------------------- |
| Na Ah-reum              | 24. März 1990     | Südkorea       |                                       |
| Giorgia Bariani         | 19. November 2000 | Italien        |                                       |
| Jelena Erić             | 15. Januar 1996   | Serbien        | Cylance (2018)                        |
| Chloe Hosking           | 1. Oktober 1990   | Australien     | Wiggle High5 (2016)                   |
| Romy Kasper             | 5. Mai 1988       | Deutschland    | Boels Dolmans (2016)                  |
| Soraya Paladin          | 4. Mai 1993       | Italien        | Top Girls Fassa Bortolo (2016)        |
| Diana Peñuela           | 8. September 1986 | Kolumbien      | UnitedHealthcare Women's Team (2018)  |
| Nadia Quagliotto        | 22. März 1997     | Italien        | Top Girls Fassa Bortolo (2018)        |
| Jessica Raimondi        | 21. Februar 1999  | Italien        |                                       |
| Karlijn Swinkels        | 28. Oktober 1998  | Niederlande    | Parkhotel Valkenburg-Destil (2017)    |
| Anna Trevisi            | 8. Mai 1992       | Italien        | Inpa Sottoli Bianchi Giusfredi (2015) |
| Marjolein van 't Geloof | 27. März 1996     | Niederlande    | Lotto Soudal Ladies (2018)            |
| Eri Yonamine            | 25. April 1991    | Japan          | Wiggle High5 (2018)                   |
|                         |                   |                |                                       |
| Quelle: UCI             |                   |                |                                       |

## Siege
| Siege    | Siege                                                                     | Siege      | Siege  | Siege            | Siege |
| Datum    | Rennen                                                                    | Staat      | Klasse | Siegerin         |       |
| -------- | ------------------------------------------------------------------------- | ---------- | ------ | ---------------- | ----- |
| 13. Jan. | Women's Tour Down Under, 4. Etappe                                        | Australien | 2.1    | Chloe Hosking    |       |
| 30. Jan. | Womens Herald Sun Tour, 1. Etappe                                         | Australien | 2.2    | Chloe Hosking    |       |
| 16. Mai  | Vuelta a Burgos Féminas, 1. Etappe                                        | Spanien    | 2.1    | Karlijn Swinkels |       |
| 17. Mai  | Vuelta a Burgos Féminas, 2. Etappe                                        | Spanien    | 2.1    | Soraya Paladin   |       |
| 18. Mai  | Vuelta a Burgos Féminas, 3. Etappe                                        | Spanien    | 2.1    | Soraya Paladin   |       |
| 27. Jun. | Einzelzeitfahren der Frauen bei den japanischen Straßenradmeisterschaften | Japan      | CN     | Eri Yonamine     |       |
| 28. Jun. | Serbische Meisterschaften, Einzelzeitfahren der Frauen                    | Serbien    | CN     | Jelena Erić      |       |
| 29. Jun. | Japanische Meisterschaften, Straßenrennen der Frauen                      | Japan      | CN     | Eri Yonamine     |       |
| 30. Jun. | Serbische Meisterschaften, Straßenrennen der Frauen                       | Serbien    | CN     | Jelena Erić      |       |
| 20. Jul. | Baloise Ladies Tour, 2. a Etappe                                          | Belgien    | 2.1    | Jelena Erić      |       |
| 7. Sep.  | Giro della Toscana Femminile – Memorial Michela Fanini, 1. Etappe         | Italien    | 2.2    | Chloe Hosking    |       |
| 8. Sep.  | Giro della Toscana Femminile – Memorial Michela Fanini, 2. Etappe         | Italien    | 2.2    | Soraya Paladin   |       |
| 15. Sep. | Madrid Challenge by La Vuelta, 2. Etappe                                  | Spanien    | 2.WWT  | Chloe Hosking    |       |
| 21. Sep. | Giro delle Marche in Rosa, Gesamtwertung                                  | Italien    | 2.2    | Soraya Paladin   |       |
| 21. Sep. | Giro delle Marche in Rosa, 3. Etappe                                      | Italien    | 2.2    | Soraya Paladin   |       |
| 22. Okt. | Tour of Guangxi Women                                                     | China      | 1.WWT  | Chloe Hosking    |       |